# Hypokalzämie
Hypokalzämie (auch Hypocalcämie, Hypocalciämie oder Hypokalziämie) ist ein abnorm niedriger Kalziumgehalt des Blutes. Beim Menschen spricht man von Hypokalzämie, wenn der Calciumspiegel im Blutserum unter 2,2 mmol/l (9 mg/dl) oder der Gehalt von Calcium-Ionen unter 1,1 mmol/l (4,5 mg/dl) liegt. Sie bewirkt eine Störung des Gleichgewichts zwischen verschiedenen Elektrolyten und kann zu einer Übererregbarkeit des Nervensystems führen, was sich in Krämpfen (Tetanie) in der Skelettmuskulatur äußert. In einigen Fällen wird auch ein Spasmus der glatten Muskulatur ausgelöst, bei schwerer Hypokalzämie kann auch ein epileptischer Anfall ausgelöst werden.

## Ätiologie und Pathogenese
Der Kalziumspiegel im Blut wird eng durch das Parathormon (PTH) kontrolliert, das bei vermindertem Kalziumspiegel vermehrt in den Nebenschilddrüsen gebildet wird und dazu führt, dass die Knochen Kalzium und Phosphat abgeben, und dass die Nieren vermehrt Kalzium aus dem Primärharn resorbieren und Phosphat vermehrt abgeben. Es führt in den Nieren auch zu vermehrter Bildung von 1,25-Dihydroxy-Vitamin-D (der aktiven Form des Vitamin D), das wiederum die Aufnahme von Kalzium und Phosphat aus dem Darm steigert. Auf eine Hypokalzämie ist die physiologische Antwort also ein kompensatorischer sekundärer Hyperparathyreoidismus (erhöhter Parathormon-Spiegel).
Entsprechend lassen sich die Ursachen eines Kalziummangels in solche mit erhöhtem Parathormonspiegel und solche mit verminderten PTH-Spiegel einteilen:
- Die Ursachen einer Hypokalzämie mit vermindertem Parathormon-Spiegel lassen sich weiter unterteilen in:
  - angeborene Ursachen liegen in genetischen Erkrankungen mit gestörter Parathormon-Synthese. Hierzu zählen der Familiäre Isolierte Hypoparathyreoidismus, 22q11.2-Deletions-Syndrome, wozu das DiGeorge-Syndrom gehört, und einzelne mitochondriale Erkrankungen.
  - erworbene Ursachen einer verminderten Parathormon-Synthese (Hypoparathyreoidismus) bzw. Unterfunktion der Nebenschilddrüse können Infektionen sein (z. B. HIV-Infektion), Autoimmunerkrankungen (z. B. Polyendokrine Autoimmunerkrankungen Typ I), oder infiltrative Erkrankungen wie Sarkoidose, Amyloidose, Tumoren, Granulome oder Ablagerungen von Eisen oder Kupfer (wie beim Morbus Wilson). Auch die Zerstörung des Nebenschilddrüsen-Gewebes kann eine Ursache sein, etwa durch eine chirurgische Entfernung (z. B. versehentlich bei einer Schilddrüsenresektion oder im Rahmen einer tumorchirurgischen Resektion), oder nach Bestrahlung.

- Die Ursachen einer Hypokalzämie mit erhöhtem Parathormon-Spiegel lassen sich weiter unterteilen, je nach einer Assoziation mit:
  - Parathormon-Resistenz bei Endorgan-Resistenz wie beim Pseudo-Hypoparathyreoidismus, bei einer Genmutation mit verminderter Funktion des Parathormons oder bei Hypomagnesiämie. In diesen Fällen fehlt die PTH-gesteuerte Exkretion von Phosphat in den Nieren und es liegt gleichzeitig eine Hyperphosphatämie vor.
  - Kalzium-Verlust durch zahlreiche akute oder chronische Erkrankungen. Bei akuten Erkrankungen wie Sepsis, Pankreatitis, Tumorlyse-Syndrom oder respiratorischer Alkalose (so bei der Hyperventilation) ist in der Regel der Spiegel des ionisierten Kalzium vermindert, nicht aber der Gesamtkalziumspiegel. Chronische Ursachen eines Kalziumverlustes, wie Niereninsuffizienz und andere Nierenerkrankungen, Hyperphosphatämie und osteoblastische Knochenmetastasen  (u. a. bei Prostatakarzinom) sind eher mit einem erhöhten Phosphatspiegel im Serum verbunden. Auch eine selten vorkommende vermehrte Produktion von Calcitonin führt zu einem Kalzium-Verlust (so bei einer Hyperplasie der Calcitonin-produzierenden C-Zellen der Schilddrüse im Rahmen einer multiplen endokrinen Neoplasie Typ IIa, oder einem medullären Schilddrüsenkarzinom). Selten kann auch ein hoher Citratspiegel mit Bildung von Chelatkomplexen bei Bluttransfusionen und Apheresen eine Hypokalzämie auslösen. Sonderformen des Kalziumverlusts sind Schwangerschaft und Stillzeit mit erhöhtem Kalziumbedarf ("Milchfieber")
  - Verminderter Kalzium-Aufnahme oder -Resorption im Darm: die häufigste Ursache hierfür ist ein Vitamin-D-Mangel bzw. Rachitis bei Kindern sowie seltener eine Vitamin-D-Resistenz. Dabei ist der Phosphatspiegel erhöht. Daneben sind aber auch Aufnahmestörungen mögliche Ursachen, z. B. Bulimie mit mangelhafter Zufuhr oder Zöliakie mit mangelhafter Resorption im Darm.

Bei einem Mangel an Albumin (Hypoalbuminämie) ist der Kalziumspiegel vermindert, da viel Kalzium an Albumin gebunden ist, aber das freie ionische Kalzium unverändert, so dass es nicht zu Symptomen einer Hypokalzämie kommt.

## Symptomatik
Das Leitsymptom der Hypokalzämie ist die hypokalzämische Tetanie, ein Krampfanfall bei erhaltenem Bewusstsein infolge einer Hyperreaktivität der Muskelspindel, oft mit Parästhesien, Pfötchenstellung und Stimmritzenkrampf verbunden.
Ein weiteres Zeichen ist das Chvostek-Zeichen, bei dem das Beklopfen des Nervus facialis vor dem Kiefergelenk ein Zucken der Mundwinkel auslöst. Ebenso kann das Trousseau-Zeichen auftreten. Dabei kommt es einige Minuten nach Anlegen einer Blutdruckmanschette am Arm mit Aufpumpen über den systolischen Blutdruck zur Pfötchenstellung.
Im EKG zeigt sich eine QT-Verlängerung.

## Differentialdiagnose
Als Differentialdiagnose kommt eine Hyperventilationstetanie in Betracht, in der das Gesamtcalcium normal, das ionisierte Calcium hingegen infolge einer respiratorischen Alkalose vermindert ist.

## Therapie
Die Therapie muss den auslösenden Grund ausschalten. Symptomatisch wird bei akutem Behandlungsbedarf Calcium intravenös (etwa 5–10 mg/kg über mehrere Minuten), zur Langzeitbehandlung Calcium und Vitamin D oral verabreicht.